# Red Riding
Red Riding è una serie antologica del 2009 che adatta i romanzi dello scrittore inglese David Peace facenti parte del ciclo Red Riding Quartet, ovvero 1974, 1977, Millenovecento80 e Millenovecento83.
Soltanto il primo, il terzo e il quarto, però, sono stati trasposti in tre film per la televisione, intitolati rispettivamente Red Riding 1974, Red Riding 1980 e Red Riding 1983, andati in onda nel Regno Unito su Channel 4 dal 5 marzo al 19 marzo 2009 a cadenza settimanale. In Italia i tre film sono stati trasmessi in prima visione assoluta su Rai 4 dal 15 gennaio al 29 gennaio 2013, a cadenza settimanale.
Ambientati sullo sfondo di alcuni omicidi seriali verificatisi tra il 1974 e il 1983, inclusi quelli dello Squartatore dello Yorkshire, i film seguono diversi personaggi ricorrenti in un mondo violento di poliziotti corrotti e crimine organizzato.

## Trama

### Red Riding 1974
Eddie Dunford, un giovane reporter dello Yorkshire Post, torna nella sua terra di origine dopo aver fatto esperienze a Londra. Qui inizia a occuparsi di tre casi irrisolti di bambine scomparse, l'ultima delle quali è stata trovata nel cantiere edile di un tale John Dawson, torturata, stuprata e strangolata. Dawson, ricco e arrogante uomo d'affari del luogo, ha creato nel tempo una rete di corruzione che coinvolge poliziotti del WYC, giornalisti, preti, e politici locali: tra i suoi molteplici interessi immobiliari appropriarsi di un ampio terreno per costruire un supermercato.
Giovane, impulsivo, testardo ma anche ingenuo Dunford si spinge con la sua investigazione in aree pericolose, scontrandosi coi colleghi e il direttore del suo giornale e continuando le sue indagini malgrado la improvvisa e misteriosa morte dell'amico-collega Barry Gannon. Oggetto di minacce e vari pestaggi da parte di alcuni poliziotti, dopo un tentativo non riuscito da parte di Dawson di inglobarlo nella sua rete viene sequestrato e detenuto illegalmente nella prigione locale. Rilasciato, si rende conto che Dawson è l'assassino delle bimbe e di Paula, la madre di una delle bimbe scomparse (con la quale ebbe una relazione durante le sue indagini). Armato, Eddie irrompe in uno dei locali di Dawson e lo uccide, suicidandosi poi durante l'inseguimento dei poliziotti lanciando la sua auto contro di essi.

### Red Riding 1980
Il dipartimento di polizia di Manchester e il Ministero dell'Interno inviano nel West Yorkshire il detective Peter Hunter per dare una svolta alle lunghe quanto infruttuose indagini sullo Squartatore dello Yorkshire (dodici donne uccise in pochi anni).
Hunter organizza una propria squadra speciale e, almeno sulla carta, ha la piena collaborazione del WYC: in realtà viene boicottato dagli stessi poliziotti nonché dal loro responsabile, Molloy. Hunter non si ferma: scavando nei meandri delle precedenti indagini intuisce che una delle vittime (Clare Strachan) non è stata uccisa dallo Squartatore, come tutti invece vogliono far credere. Grazie alle parziali rivelazioni di B. J. arriva a scoprire che Clare potrebbe essere stata uccisa in quanto testimone della sparatoria del Karachi Club, avvenuta nel 1974 e mai del tutto chiarita. Il crescendo di ostilità contro Hunter e le sue indagini - come l'incendio che distrugge la sua abitazione - si conclude con la diffusione di fotografie dove è in atteggiamenti intimi con la sua collaboratrice (la detective Helen Marshall) e la conseguente rimozione dell'incarico da parte dei superiori.
Improvvisamente lo Squartatore viene catturato e tutto sembra concludersi ma Hunter, dopo un ulteriore drammatico incontro con B. J., ha la conferma dei suoi sospetti sulla morte di Clara e sulle relative responsabilità di agenti del WYC: si precipita a Leeds per parlarne con il fidato detective Nolan ma viene ucciso da quest'ultimo, evidentemente coinvolto nei fatti del Karachi Club.

### Red Riding 1983
Il detective Maurice Jobson è tormentato dai sensi di colpa per aver partecipato alle attività di corruzione del WYC ed è a conoscenza di una cospirazione interna all'organo. I rimorsi dell'uomo vengono portati a galla mentre conduce le indagini sulla sparizione di una bambina, Hazel Atkins, che lo porta a riaprire alcuni dei casi analizzati anni prima da Eddie Dunford. Nel frattempo, anche John Piggott, avvocato e figlio di un membro molto noto del WYC, decide d'investigare sul caso Atkins, arrivando a scoprire un circolo di pedofilia e uccisione di minori gestito dal reverendo Laws.